# Dis à ma fille que je pars en voyage
Dis à ma fille que je pars en voyage est une pièce de théâtre de Denise Chalem créée en 2005 au théâtre de l'Œuvre lors du Festival d'Avignon.

## Argument
Dominique, issue d'un milieu modeste, est en prison depuis plusieurs années quand elle doit partager sa cellule avec Caroline, venant d'un milieu bourgeois. Une amitié improbable se noue entre les deux femmes.

## Distribution
- Christine Murillo : Dominique
- Élisabeth Vitali : Caroline
- Christine Guerdon : les gardiennes

## Distinctions
- Molières 2005[1]
  - Molière de la comédienne pour Christine Murillo
  - Molière de la meilleure pièce de création française
  - Nommé au Molière de l'auteur francophone vivant